# Straton II
Straton II – ostatni król Indo-Greków, panujący od ok. 25 p.n.e. do ok. 10 n.e.
Jego władztwo obejmowało wschodnią część Pendżabu, z przypuszczalnym centrum w Sagali (ob. Sijalkot w Pakistanie). Bił monety w imieniu własnym oraz noszącego to samo imię co on syna, prawdopodobnie koregenta. Około 10 roku n.e. jego państwo zostało podbite przez Indo-Scytów pod wodzą Rajuvuli. Charakterystyczną cechą monet Stratona i jego syna jest umieszczanie na nich wizerunku Ateny Alkidemos oraz monogramu władcy. Rajuvula przez pewien czas nawiązywał w swoich emisjach do numizmatów Stratona.